# Municipio de Dent (condado de Lawrence)
El municipio de Dent (en inglés: Dent Township) es un municipio ubicado en el condado de Lawrence en el estado estadounidense de Arkansas. En el año 2010 tenía una población de 1009 habitantes y una densidad poblacional de 17 personas por km².

## Geografía
El municipio de Dent se encuentra ubicado en las coordenadas 36°10′48″N 91°11′43″O / 36.18000, -91.19528. Según la Oficina del Censo de los Estados Unidos, el municipio tiene una superficie total de 59.35 km², de la cual 59,27 km² corresponden a tierra firme y (0,14 %) 0,08 km² es agua.

## Demografía
Según el censo de 2010, había 1009 personas residiendo en el municipio de Dent. La densidad de población era de 17 hab./km². De los 1009 habitantes, el municipio de Dent estaba compuesto por el 97,82 % blancos, el 0,5 % eran afroamericanos, el 0,69 % eran de otras razas y el 0,99 % eran de una mezcla de razas. Del total de la población el 1,39 % eran hispanos o latinos de cualquier raza.